# Municipio de Nicholson (condado de Fayette)
El municipio de Nicholson (en inglés: Nicholson Township) es un municipio ubicado en el condado de Fayette en el estado estadounidense de Pensilvania. En el año 2000 tenía una población de 1.989 habitantes y una densidad poblacional de 35 personas por km².

## Geografía
El municipio de Nicholson se encuentra ubicado en las coordenadas 39°50′00″N 79°52′59″O / 39.83333, -79.88306.

## Demografía
Según la Oficina del Censo en 2000 los ingresos medios por hogar en la localidad eran de $29,279 y los ingresos medios por familia eran de $33,125. Los hombres tenían unos ingresos medios de $30,985 frente a los $23,403 para las mujeres. La renta per cápita de la localidad era de $13,568. Alrededor del 17,6% de la población estaba por debajo del umbral de pobreza.